# 465036 Tatm
465036 Tatm este o planetă minoră (asteroid) din centura de asteroizi. A fost descoperită pe 16 august 2006 la Lulin Observatory⁠(d) de Chi-Sheng Lin⁠(d). 
Obiectul prezintă o orbită caracterizată de o semiaxă mare de 3,117614192092 UAi, o excentricitate de 0,21026810671339, o înclinație de 26,247409617816 ° în raport cu ecliptica.